# پودولی (ناحیه برنو-تسوونتری)
پودولی (به چکی: Podolí) یک منطقهٔ مسکونی در جمهوری چک است که در ناحیه برنو-تسوونتری واقع شده‌است. پودولی ۶٫۲۵ کیلومتر مربع مساحت و ۱٬۲۷۹ نفر جمعیت دارد و ۲۳۸ متر بالاتر از سطح دریا واقع شده‌است.